# ناتج إضافة
ناتج الإضافة (أو ناتج الضم، Adduct) في الكيمياء، هو ناتج يحصل عليه من تفاعل إضافة مباشر لجزيئين أو أكثر، بحيث ينتج في النهاية ناتج واحد للتفاعل يكون حاوياً على جميع الذرات المكونة للمواد المتفاعلة.
من الأمثلة على نواتج الإضافة في الكيمياء اللاعضوية تشكّل مركب بيركربونات الصوديوم من تفاعل الإضافة بين بيروكسيد الهيدروجين وكربونات الصوديوم. يغلب تشكّل نواتج الإضافة بين أحماض وقواعد لويس، ومن الأمثلة على ذلك تشكل ناتج إضافة من تفاعل البوران (حمض لويس) مع ذرة الأكسجين في مركب رباعي هيدرو الفوران THF (قاعدة لويس) BH3•O(CH2)4، كما يحصل الأمر ذاته مع ثنائي إيثيل الإيثر BH3•O(CH3CH2)2.

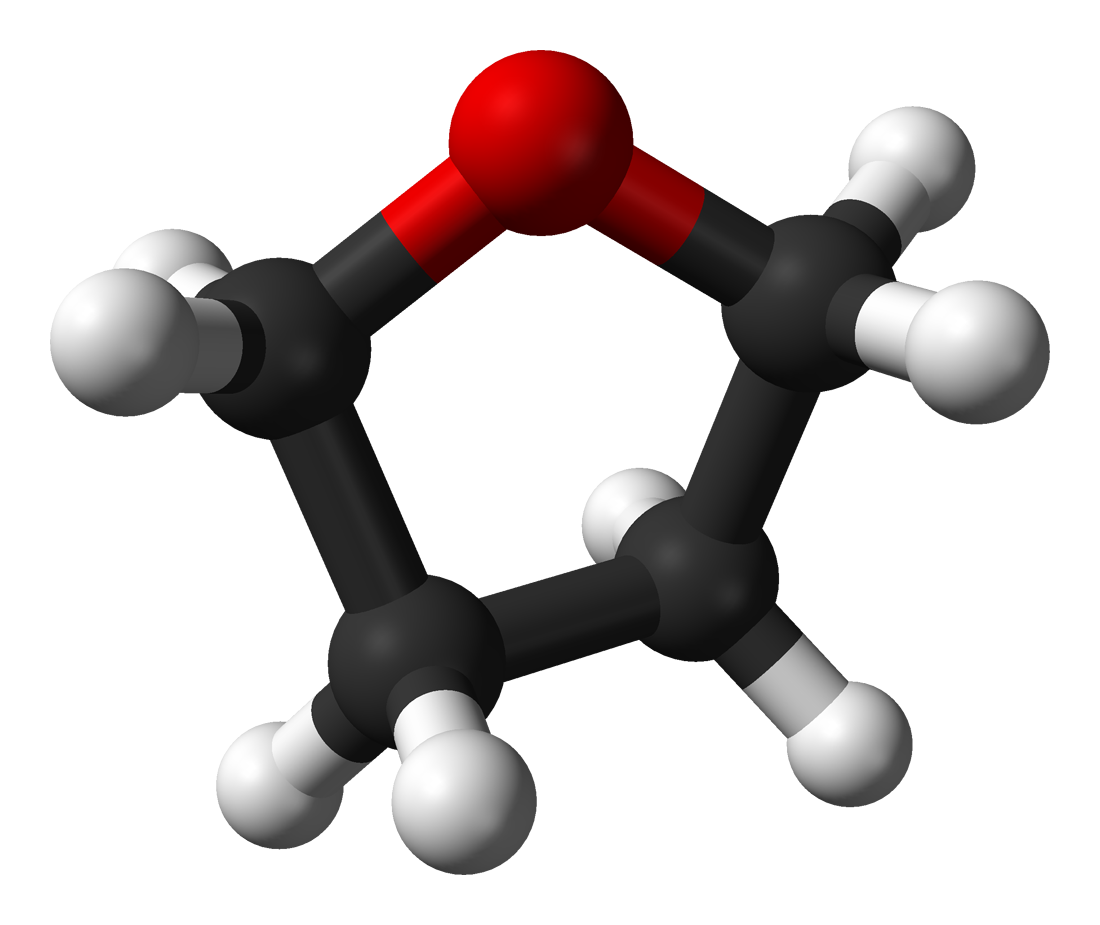
جزيء THF
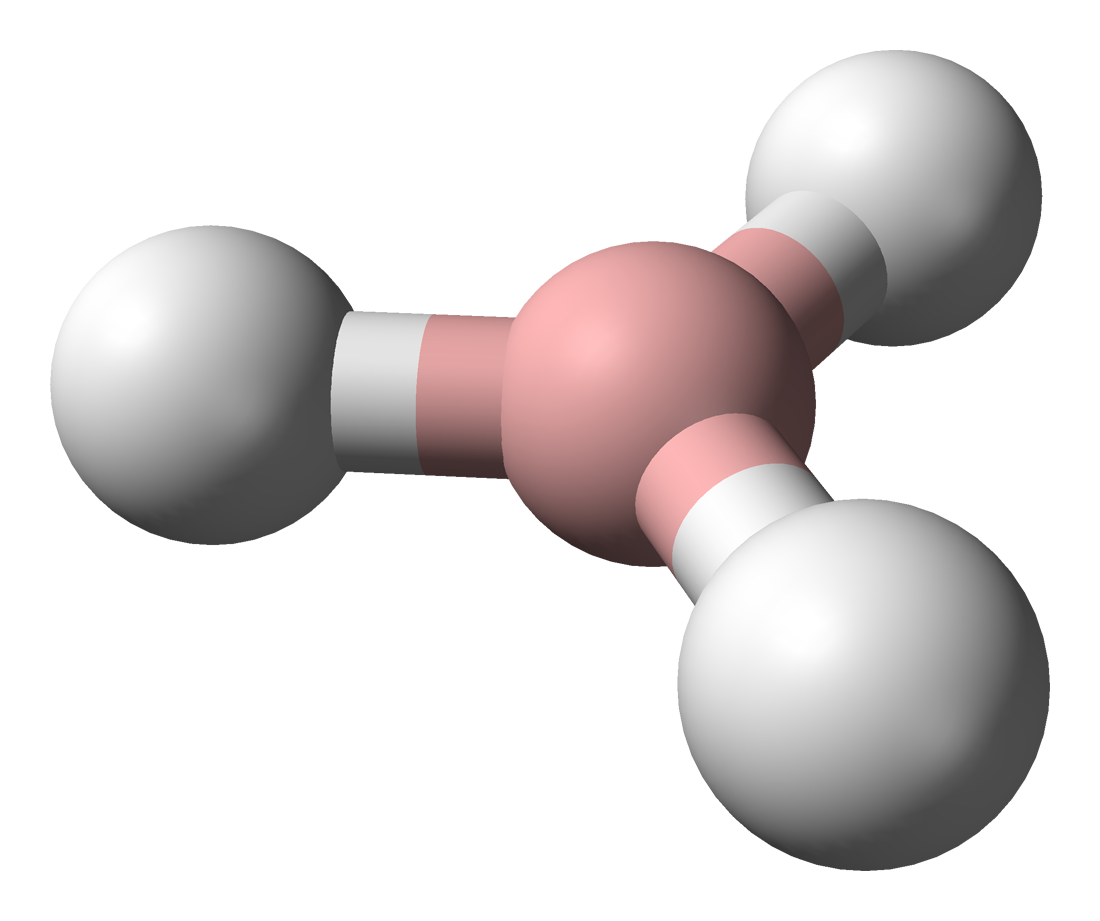
جزيء BH3
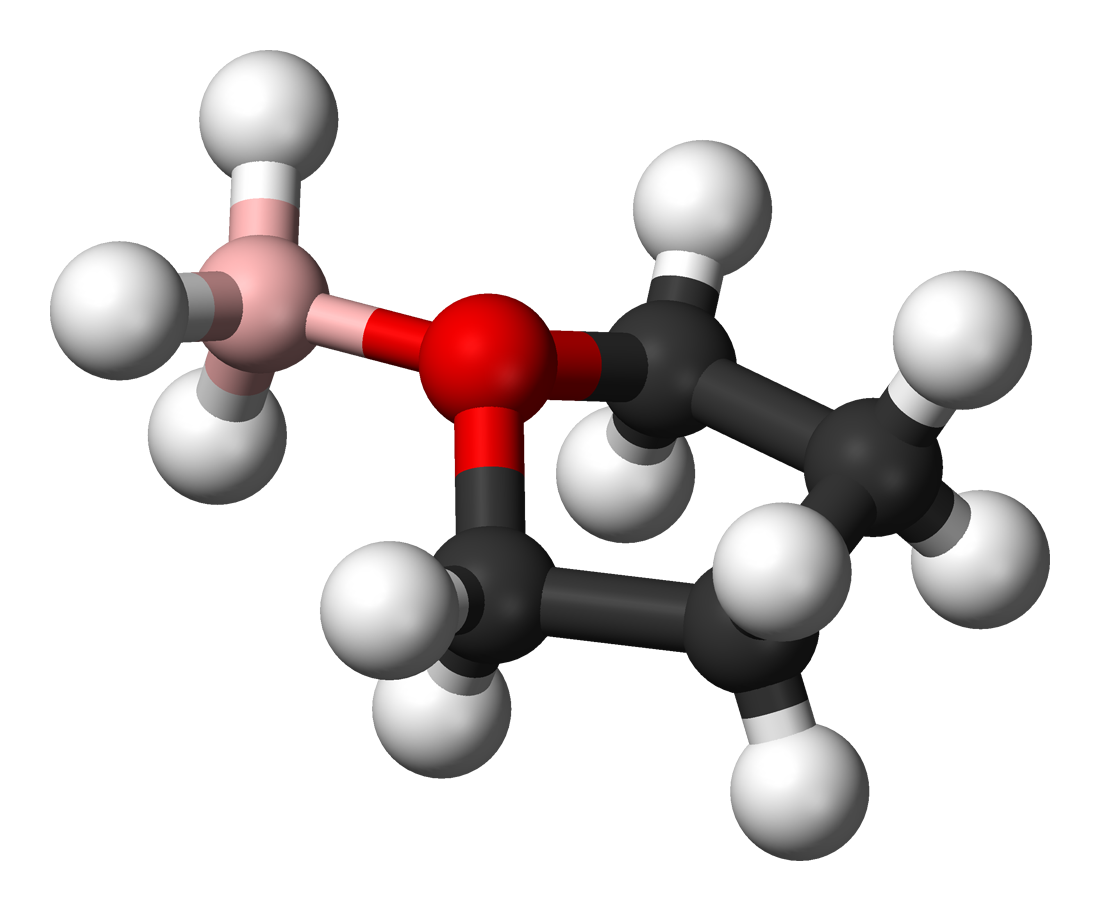
ناتج إضافة من THF و BH3

قد لا يتشكل ناتج الإضافة في بعض الحيان نتيجة وجود إعاقة فراغية.

## كيمياء الحالة الصلبة
في التفاعلات الحاصلة في كيمياء الحالة الصلبة ليس بالضرورة أن تكون نواتج الإضافة جزيئات بطبيعتها، حيث يمكن مثلاً أن يتشكل ناتج إضافة من الإيثيلين أو أحادي أكسيد الكربون مع مادة صلبة مثل CuAlCl4. إن المادة الأخيرة هي مادة صلبة ذات بنية بلورية مميزة، بحيث يمكن أن يتشكل ناتج إضافة لجزيء الغاز وذلك عن طريق تشكيل ربيطة مع ذرة النحاس داخل البنية. يصنف هذا التفاعل على أنه تفاعل بين حمض وقاعدة لويس، حيث أن ذرة النحاس تقوم بدور المستقبل للإلكترونات، في حين أن الإلكترونات باي لجزيئات الغاز، هي التي تقوم بدور المانح للإلكترونات.

## أيونات ناتجة بالإضافة
إن ناتج الإضافة يمكن أن يحصل أيضاً على مستوى الأيونات، حيث يمكن لأيون أوّلي حاوي على تركيب ذري معين أن يضيف إليه أيونات أو جزيئات إضافية. تلاحظ هذه الأيونات الناتجة بالإضافة في المصدر الأيوني في مطيافية الكتلة.